# Ego (Elton-John-Lied)
Ego (dt. Ego, Selbstgefühl, Stolz) ist ein Musiktitel des britischen Sängers und Komponisten Elton John, der Liedtext wurde von Bernie Taupin geschrieben.
Bis 1975 war es eher die Ausnahme, dass zusätzlich zu einer Single auch ein passender Videoclip veröffentlicht wurde. Erst der Erfolg der Rockgruppe Queen mit dem Video zu Bohemian Rhapsody leitete die Veränderung ein. Kostete das Queen-Video in der Produktion gerade mal 4.500 Britische Pfund, musste John für die Herstellung einer filmischen Verkaufsunterstützung seiner Single Ego bereits 40.000 Britische Pfund aufwenden, was für die damalige Zeit äußerst kostspielig war.
Das Video greift die Thematik des Liedtextes auf und zeigt den erwachsenen, nach medialer Aufmerksamkeit gierenden Künstler. In den Zwischensequenzen ist ein kleiner Junge zu sehen (dargestellt von John Emberton), der sich in einer Schulveranstaltung als Romeo nicht mehr an den Text erinnern kann. Der Liedtext von Ego erklärt, dass dies der Auslöser dafür war, es sich selbst zu beweisen und im Showbusiness erfolgreich zu werden. Inwiefern das Lied autobiographische Züge trägt, bleibt offen.

## Hintergrund
Aus der Zeit der Aufnahmen für das Album Blue Moves verfügte John noch über das unfertige Lied und es lag ihm sehr am Herzen, Ego als Single zu veröffentlichen. Während der Aufnahmen zum Album A Single Man im Aufnahmestudio Mill Studios, Cookham, Berkshire, ergänzte er die fehlenden Tonspuren. Unterstützung fand er beim Produzenten Clive Franks.
Als die Single veröffentlicht wurde, interessierte sich jedoch kaum jemand für die musikalische Leistung. Die Klatschspalten der Zeitungen waren hingegen voll der Spekulationen, wie gut das neu implantierte Haar unter Johns Riesenhut wuchs, weswegen er wohl neuerdings Kontaktlinsen seinen ausgefallenen Brillen vorzog und was der Grund für sein neues Image war, an dem er offensichtlich arbeitete.
Es war wenig erstaunlich, Ego in den Charts floppen zu sehen. Das aufwendig produzierte Video zur Single wurde daher auch nicht in der BBC-Sendung Top of the Pop gezeigt. John, der sehr viel Erwartung in dieses Projekt gesetzt hatte, war dementsprechend enttäuscht. Nahm er früher einen Misserfolg in Charts wie ein Sportsmann, äußerte er diesmal bittere Attacken gegen die Ungenauigkeiten in der Chartermittlung und die dafür verantwortlichen Personen.

## Rezension
Nachdem sich John angeblich 1977 aus dem Showbusiness zurückzog, hätte die Veröffentlichung von Ego auch als Comeback angesehen werden können. Jedoch erreicht das Desinteresse an Johns musikalischer Leistung stattdessen einen ersten Höhepunkt.
Ego wurde von den Kritikern als saft- und kraftloses Ende des Rückzuges gewertet, teilweise erklärt durch die Stimmbandoperation im Vorjahr. Dennoch waren die geäußerten Meinungen noch wohlwollender als ein Jahr später bei Veröffentlichung der Disco-Platte Victim of Love.

## B-Seite
In all den Jahren seiner erfolgreichen, künstlerischen Arbeit überließ John das Schreiben von Liedtexten anderen, allen voran Bernie Taupin, aber auch Gary Osborne und Tim Rice. Flintstone Boy ist eine der wenigen unbedeutenden Ausnahmen, die zeigen, dass er wohl die richtige Entscheidung getroffen hatte.

## Besetzung
- Elton John – Gesang, Klavier, Orgel, Synthesizer
- Tim Renwick – E-Gitarre
- Clive Franks – Bassgitarre
- Steve Holley – Schlagzeug
- Ray Cooper – Tambourine, Zugpfeife
- Paul Buckmaster – Orchestrierung

## Produktion
- Clive Franks – Produzent

## Chartplatzierungen
| ChartsChartplatzierungen       | Höchstplatzierung | Wochen |
| ------------------------------ | ----------------- | ------ |
| Vereinigte Staaten (Billboard) | 34 (8 Wo.)        | 8      |
| Vereinigtes Königreich (OCC)   | 34 (6 Wo.)        | 6      |